# ریچموند (رود آیلند)
ریچموند، رود آیلند (به انگلیسی: Richmond, Rhode Island) یک سکونتگاه مسکونی در ایالات متحده آمریکا است که در شهرستان واشینگتن، رود آیلند واقع شده‌است.

## خصوصیات
ریچموند ۱۰۵٫۶ کیلومترمربع مساحت و ۷٬۷۰۸ نفر جمعیت دارد و ۱۱۶ متر بالاتر از سطح دریا واقع شده‌است.